# Hispasat
Pour les articles homonymes, voir Hisdesat.
Hispasat est un opérateur espagnol de satellites dont le siège se situe à Madrid.

## Histoire
Le 31 octobre 2007, Abertis annonce son intention d'entrer au capital d'Hispasat à hauteur de 28,4 %, en rachetant les participations de Ensafeca et BBVA. Le gouvernement espagnol donne son accord à cette opération en février 2008, et Abertis devient le premier actionnaire de Hispasa.
Abertis poursuit sa montée au capital d'Hispasat en rachetant les parts de Telefónica en 2012 (13,23 %), puis celles du ministère espagnol de la Défense en 2013 (16,42 %). À l'issue de cette transaction, Abertis devient actionnaire majoritaire de Hispasat. En 2012, la présidente d'Hispasat Petra Mateos présente sa démission pour « faciliter la transition » des nombreux changements d'actionnariat, et l'ex-secrétaire d'État au Commerce Elena Pisonero lui succède.
En avril 2014, des anomalies techniques provoquant des défaillances électriques sur l'Amazonas 4A sont reconnues par l'entreprise. En décembre 2014, Hispasat choisit Space Systems/Loral pour construire ses nouveaux satellites Amazonas 5. En septembre 2015, Hispasat annonce avoir choisi International Launch Services et SpaceX pour le lancement du satellite Hispasat 1F prévu pour 2017.
En juillet 2015, Hispasat annonce le lancement du Hispasat 4K International Festival, un festival de courts-métrages visant exclusivement les productions au format ultra haute-définition 4K.
En mai 2017, Eutelsat annonce la vente de sa participation de 33,7 % dans Hispasat à Abertis pour 302 millions d'euros. Après l'approbation des autorités espagnoles, cette opération permettra à Abertis de contrôler 90,74 % des actions de Hispasat.
En juin 2017, Hispasat désorbite le satellite Hispasat 1C après 17 ans de service.
En décembre 2018, Hispasat annonce un partenariat avec le Grand théâtre du Liceu de Barcelone pour retranscrire ses opéras en direct et à l'international,, son satellite Amazonas 5 est sélectionné par l'opérateur Gilat Satellite Networks pour renforcer l'offre internet haut débit au Mexique, et le gouvernement espagnol autorise à l'Italien Atlantia et l'Allemand Hochtief l'entrée au capital d'Hispasat.
La même année, Abertis vend ses parts à Red Electrica - 89,7%% de Hispasat - pour 933 millions d'euros. Red Electrica cherche ainsi à étendre son réseau de télécommunications
En février 2025, Indra annonce l'acquisition d'Hispasat pour 725 millions d'euros.

## Activités
Hispasat gère les satellites suivants :
- à 30 degrés Ouest : Hispasat 1D et 1E
- à 36 degrés Ouest : Hispasat AG1
- à 61 degrés Ouest : Amazonas 1, 2, 3, 4 et 5.
- à 74 degrés Ouest : Amazonas 4
- 2 satellites gouvernementaux pour le ministère de la défense espagnole : Xtar-eur et Spainsat

Il est également partie prenante des activités de télécommunications gouvernementales par satellite pour l'Espagne au travers des satellites XTAR-EUR et Spainsat.
Hispasat 1C et 1D ont été réalisés par Alcatel Space dans l'établissement de Cannes, basés sur une plate-forme Spacebus 3000B2. Ils sont utilisés pour diffuser les bouquets numériques espagnol Digital+ et portugais TV Cabo. Ils servent aussi pour alimenter les émetteurs terrestres hertziens de Retevisión, filiale d'Abertis.
Ses activités au Brésil sont assurées par sa filiale Hispamar. Ses activités militaires et gouvernementales sont assurées par sa filiale Hisdesat.

## Flotte
| Nom                                                        | Date de lancement | Usage / Constructeur / Lanceur                                                                                | Position orbitale / Transpondeurs / Couvertures                                                                                           | Fin de vie utile |
| ---------------------------------------------------------- | ----------------- | --- | --- | ---------------- |
| Hispasat 1A                                                | 11 septembre 1992 | Télévision digitale et communications gouvernementales et militaires / Matra Marconi Space (en) / Arianespace | 30º Ouest / 18 transpondeurs en bande Ku et 4 transpondeurs en bande X / Europe, Afrique du Nord, Amérique                                | 2003             |
| Hispasat 1B                                                | 22 juillet 1993   | Télévision digitale et communications gouvernementales et militaires / Matra Marconi Space / Arianespace      | 30º Ouest / 18 transpondeurs en bande Ku et 4 transpondeurs en bande X / Europe, Afrique du Nord, Amérique                                | 2003             |
| Hispasat 1C(renommé en Hispasat 30W-3 et ensuite en 84W-1) | 3 février 2000    | Télévision digitale et services de radio, ainsi que réseau VSAT / Alcatel Space / Atlas                       | 30º Ouest (précédemment 84º Ouest) / 24 transpondeurs en bande Ku / Europe et Amérique                                                    | juin 2017        |
| Hispasat 1D (renommé Hispasat 30W-4),                      | 18 septembre 2002 | Remplace les Hispasat 1A et 1B en services civils / Alcatel Space / ILS                                       | 30º Ouest / 28 transpondeurs en bande Ku / Europe et Amérique ; lien avec le Proche-Orient                                                | janvier 2020     |
| Amazonas 1 (renommé en Hispasat 55W-1)                     | 5 août 2004       | Communications civiles / EADS Astrium / ILS                                                                   | 61º Ouest (repositionné à 55,5° Ouest) / 36 transpondeurs en bande Ku et 27 transpondeurs en bande C / Amérique, Europe, Afrique du Nord. | juin 2017        |
| XTAR-EUR,                                                  | 12 février 2005   | Militaire / Space Systems/Loral / Arianespace                                                                 | 29º Est / 13 transpondeurs en bande X / Europe, Asie                                                                                      |                  |
| Spainsat,                                                  | 11 mars 2006      | Militaire Info / Space Systems/Loral / Arianespace                                                            | 30º Ouest / 13 transpondeurs en bande X et 1 transpondeur en bande Ka / Amérique, Europe, Afrique                                         |                  |
| Amazonas 2,                                                | 1 octobre 2009    | Communications civiles / EADS Astrium / Arianespace                                                           | 61º Ouest / 54 transpondeurs en bande Ku et 10 transpondeurs en bande C / Amérique                                                        |                  |
| Hispasat 30W-5,                                            | 29 décembre 2010  | Communications civiles / Space Systems/Loral / Arianespace                                                    | 30º Ouest / 53 transpondeurs en bande Ku et 1 transpondeur en bande Ka / Europe, Afrique du Nord, Amérique                                |                  |
| Amazonas 3,                                                | 7 février 2013    | Communications civiles / Space Systems/Loral / Arianespace                                                    | 61º Ouest / 33 transpondeurs en bande Ku, 9 transpondeurs en bande Ka et 19 transpondeurs en bande C / Amérique                           |                  |
| Amazonas 4A (renommé en Hispasat 74W-1),                   | 22 mars 2014      | Communications civiles / Orbital Sciences Corporation / Arianespace                                           | 74º Ouest / 24 transpondeurs en bande Ku / Amérique                                                                                       |                  |
| Hispasat AG1 (renommé en Hispasat 36W-1),                  | 27 janvier 2017   | Communications civiles / OHB-System GmbH / Arianespace                                                        | 36º Ouest / 20 transpondeurs en bande Ku et 3 transpondeurs en bande Ka / Europe, Afrique du Nord, Amérique                               |                  |
| Amazonas 5 (remplace Amazonas 4B),                         | 11 septembre 2017 | Communications civiles / Space Systems/Loral / ILS                                                            | 61º Ouest / 24 transpondeurs en bande Ku et 35 transpondeurs en bande Ka / Amérique                                                       |                  |
| Paz,                                                       | 22 février 2018   | Militaire / Astrium España / Kosmotras / SpaceX                                                               | Orbite polaire / Radar à synthèse d'ouverture en bande X et optique                                                                       |                  |
| Hispasat 30W-6,                                            | 6 mars 2018       | Communications civiles / Space Systems/Loral / SpaceX                                                         | 30º Ouest / 48 transpondeurs en bande Ku, 6 en bande Ka, 1 en bande Ka-BSS, 1 en bande C / Europe, Afrique du Nord, Amérique              |                  |

,

## Données financières
| Années                  | 2005 | 2013 | 2014 | 2015 | 2016 | 2017 |
| ----------------------- | ---- | ---- | ---- | ---- | ---- | ---- |
| Chiffre d'affaires      | 113  | 272  | 239  | 236  | 238  | 235  |
| Résultat d'exploitation | 21   | 94   | 81   | 101  | 107  |      |
| Résultat net            | 6    | 76   | 57   | 69   | 28   | 81   |
| Dettes (à long terme)   | 217  | 557  | 476  | 397  | 397  |      |
| Effectifs               | 166  | 184  | 185  | 184  | 188  |      |

## Actionnariat
Le capital d'Hispasat est réparti entre le secteur public espagnol et des partenaires privés :
- Abertis : 57,05 %
- Eutelsat : 33,69 %, parts cédées à Abertis, sous réserve d'approbation par les autorités espagnoles
- Gouvernement espagnol : 9,26 % repartis entre la SEPI (Société d'État des participations industrielles : 7,41 %) et la CDTI (Centre pour le développement des technologies industrielles : 1,85 %)